# Престиж статусу римлянина

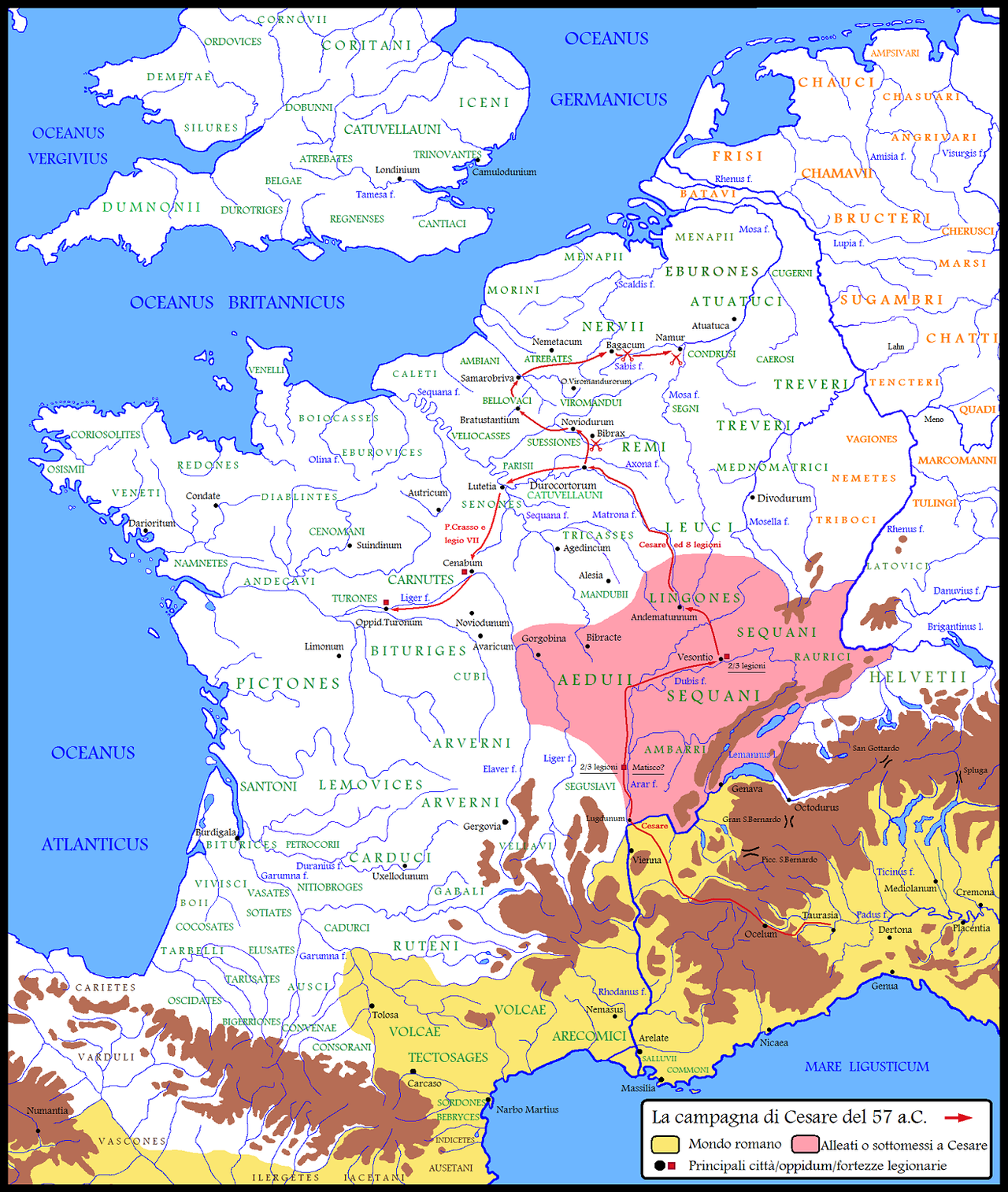
Процес завоювання Римом Галлії

Загальновідомо, що Юлій Цезар під час своєї галльської кампанії вбив приблизно мільйон людей, тож природно, що тутешні повинні були б мати багато образ. Однак, у Галлії, Британії (трошки пізніше) і самій Римській імперії, скрізь були люди, що за будь-яких умов намагалися зайняти потрійне ім'я (лат. tria nomina), що можна було отримати разом із римським громадянством.
Загалом, римляни вміли вдало проводити політику романізації. Борис Джонсон зазначає:
Щоправда, римляни були значно розумніші. Еліти вони не чіпали. З нескінченною хитрістю й глибокою впевненістю в продукті, який продають, вони залучали їх до співпраці й зачаровували. Римляни почали те, що сьогодні зветься битвою за серця й уми, і вийшли з неї переможцями.— 
Справа у тому, що правлячих еліт стали навчати так званому humanitas, який був невід'ємним атрибутом цивілізованої людини. Римляни вдавалися до всіляких заходів, лише б зберегти ілюзію самоврядування на завойованих територіях. Так, Доміцій Ульпіан зазначає:
(Проконсулу) варто, проявивши далекоглядність, вступити (до провінції) саме там, де цього потребує звичай (…) Існує навіть такий (звичай), щоб проконсул прибував до деяких провінцій лише морем, як, наприклад, в (провінцію) Азію; причому дійшло до того, що наш імператор Антонін Август на прохання азійців постановив у своєму рескрипті, що проконсулу необхідно діставатися в Азію морем і вступати раніше, «ніж до будь-якої іншої метрополії, в Ефес».— 

## Галлія й interpretario
Римляни не намагалися нав'язувати нових богів на завойованих територіях. Натомість вони винайшли систему interpretatio, за допомогою якої варварських богів включали до римського пантеону. Наприклад, покровитель транспорту і торгівлі Луг, шанований галлами, був просто зіставлений із римським Меркурієм. Таким чином, римляни споруджували храми на честь своїх богів на завойованих територіях не витрачаючи жодного сестерція.
Боріс Джонсон зазначає так:
Римлянам було байдуже, яким богам поклонялися галли. Культи Тараніса, Епони та Суцелла не були нічим гірші за віру в Марса, Аполлона й Мінерву. Єдиною умовою було проведення ритуалів із наслідуванням римських традицій. Тобто жодних відрубаних голів тварин і людських жертвоприношень. Усе інше можна.— 

## Британія та переймання традицій
Намагаючись протягом років підкорити Британію, щоб хоч якимось чином показати свою велич після ганебної поразки в битві у Тевтобурзькому лісі, римляни все ж дійшли своєї мети. Порівнюючи щойно завойованих британців із вже романізованими галлами, Таціт Корнелій зазначає:
Правда, у британцях більше впертості й дикості, бо ж їх ще не приборкав довготривалий мир. Але ми знаємо, що і галли так само славились доблестю, але відтоді, як у них встановився спокій і разом зі свободою ними було втрачено мужність, погасла і їхня войовничість.— 
Згодом, у процесі стійкого опору та його придушення, римляни таки змогли романізувати британців. Агрікола, що саме керував тими територіями, розраховуючи за допомогою різних розваг привчити до спокійного і мирного існування людей, які жили «віддалено і в дикості» і з тієї причини з готовністю бралися до зброї, він, зокрема використовуючи підтримку із державного бюджету, вихваляючи старанних та висміюючи мізерних, мотивував британців до зведення храмів, форумів і будинків, і «змагання в намаганнях виділитися замінило собою примус».
Тацит пише:
Юнаків із знатних сімейств він став навчати вільним наукам, причому природну обдарованість британців цінував більше від рвучкості галлів, і ті, кому латинська мова зовсім нещодавно була неприязною, гаряче взялися за вивчення латинського красномовства.— 
Більше того, за цим всім слідувало бажання одягатися по-римському, тож багато людей почали носити тогу. Так, маленькими кроками «пороки римлян спокусили британців і вони звикли до портиків, термів та вишуканих бенкетів. І те, що було сходинкою до подальшого поневолення, йменувалось ними, неспокушеними та простодушними, освіченістю».
Крім того, Борис Джонсон зазначає:
І вони кличуть це цивілізацією (humanitas), коли ж насправді це є неприхованим рабством! Рабство чи ні, а місцевим франтам цього було мало. Вони змінили стиль своїх гончарних виробів, вірування про померлих, ставлення до мертвих і коханих. Вони почали їсти хліб замість каші й пити вино замість пива, і весь цей час римляни непомітно заманювали їх дедалі далі, усіляко заохочували романізуватися та залишали при владі.— 

## Германія та Тевтобурзький ліс
(…) і ось Арміній, об'їжджаючи військо верхи на коні й спостерігаючи за ходом битви, нагадує кожному загону, що ніхто інший, як він, Арміній, повернув їм свободу й знищив усі римські легіони, і вказує при цьому на захоплену в римлян зброю та обладунки. (…) Нехай вони пам'ятають про стільки битв, завершення яких, рівно як і вигнання римлян у наслідку битви, показують, хто одержав перемогу у цій війні.— 

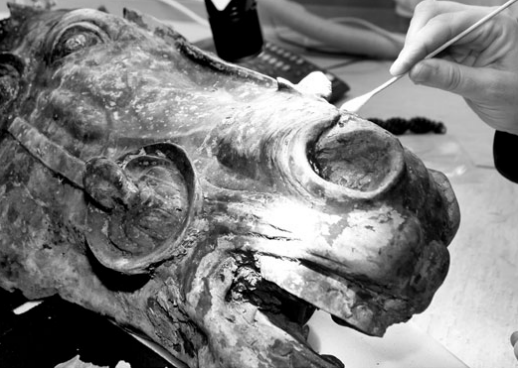
Знайдений 2009 року в Німеччині. Вважається одним із найцінніших артефактів, знайдених на території країни

Славнозвісний тріумф Армінія в битві у Тевтобурзькому лісі яскраво показує, що були серед європейських племен не тільки романофіли, а й романоскептики. Але варто зазначити, що, чи то з причини неповаги до непідкорених, чи то справді все було так погано, однак римські письменники описують германців як абсолютних дикунів й невігласів:
Прокинувшись від сну, який у них звично тягнеться до пізнього ранку, вони вмиваються, переважно теплою водою, ніби ті, у кого більшу частину року займає зима. Тоді відправляються в справах і не менш часто на святкування, при чому завжди при зброї.
Безпробудно пити вдень і ночі для них не соромно. Часті конфлікти, неминучі серед тих, хто віддається пияцтву, лише зрідка обмежуються словесним конфліктом і найчастіше завершуються вбивствами чи нанесеннями ран.— 
Тож не дивно, що таких «варварів» та «дикунів» несила була приручити навіть римлянам, з їхньою «романізацією в ім'я добра». Хай там як, а протягом 16 років (від 7 р. до Р.Х. до 9 р. після Р.Х.), коли Публій Квінтілій Вар «чинив правосуддя» на підвладній йому провінції Германія, все ж, спроби романізації були.
Так, знайдено напівзбудоване римське місто біля Вальдгірму. Форум у центрі вже був готовий, із позолоченою статуєю імператора на коні. Голова позолоченого коня із Вальдгірму наявно свідчить про те, що до поразки римлян у 9 р. поселення планувалося перетворити на велике місто із повним набором представницької влади разом із самим Августом на коні. Однак після битви Август відмовився від подальших завоювань, а місто, відповідно, добудованим не було.